# Голландське королівство
Голландське королівство (фр. Royaume de Hollande; нід. Koningrijk Holland (тогочасна), Koninkrijk Holland (сучасна) — французька клієнтська держава, створена імператором Наполеоном I на території ліквідованої Республіки Об'єднаних провінцій Нідерландів. Існувала з 1806 по 1810 рік.
У червні 1806 році Голландське королівство прийшло на зміну Батавській республіці. Це перетворення продовжувало розпочату з виникненням Імперії тенденцію переходу від маріонеткових республік, що орієнтуються на французьку Директорію, до монархій, керованим родичами Наполеона чи ним самим через віцекоролів. На престол Голландії Наполеон посадив свого молодшого брата Людовика Бонапарта.
За територією Голландське королівство відповідало сучасним Нідерландам, але без Лімбурга і деяких районів Зеландії, які були включені до складу Франції. У 1807 році до королівства були додані відторгнуті від Пруссії Східна Фризія та місто Єфер. Після британського вторгнення в 1809 році території на південь від Рейну (включаючи Брабант) були анексовані Францією.
1810 року Наполеон, незадоволений братом, який проводив власну політику і прагнув відстоювати інтереси голландців, скасував нідерландську державність і оголосив про анексію всієї Голландії Францією. Під час кризи Людовик Бонапарт зрікся престолу, і голландським королем формально кілька днів був його малолітній син, Людовик II (1804—1831).

## Нотатки
1. ↑  Сучасною голландською так було б Koninkrijk Holland. Використовуючи правопис Сігенбека, який використовувався на той час, коли був офіційний правопис Koningrijk.
2. ↑  Eendracht maakt macht у сучасній нідерландської